# 창 (1966년 영화)
"창"(러시아어: Окно)은 1966년에 공개된 보리스 스테판체프(Бориса Степанцева) 감독의 애니메이션 영화이다. 대본은 표도르 크노레(Фёдор Кнорре)의 "파란 창문"(Голубое окно)을, 음악은 세르게이 프로코피예프의 음악을 바탕으로 한다.

## 제작
프로덕션 디자이너 사브첸코와 렙킨은 많은 시도를 거쳐야 했다. 이후 레벤탈과 함께 영화의.대략적인 내용을 애니메이션으로 만들었다.